# Selección de rugby de Zambia
El seleccionado de rugby de Zambia es el equipo representativo de la unión de ese país (ZRFU).

## Reseña histórica
La selección disputó sus primeros encuentros a mediados de 1970 frente a los vecinos de África del Este, Kenia y Zimbabue. Los primeros partidos oficiales tuvieron lugar en 1997 por la fase de clasificación africana a la Copa del Mundo de Gales 1999, en esa oportunidad perdió con Golfo Pérsico y ganó a Botsuana.
Desde el 2001 compite anualmente en los torneos organizados por Rugby Afrique, jugando en la primera edición de la CAR Trophy (segunda división). En el 2004 ascendió a la Africa Cup, y desde entonces siempre ha participado en la primera división africana.

## Uniforme
El uniforme principal consta de una camiseta verde con tres franjas verticales, estos elementos son tomados de la bandera nacional al igual que el águila que es emblema del país y está presente en el escudo de la unión.
Short negro y medias blancas completan el uniforme principal, estos pueden cambiar a verde si se trata del equipo alternativo.

## Palmarés
- Africa Cup 1C (1): 2015

## Participación en copas
| - No ha clasificado - CAR Trophy 2001: 2º en grupo - CAR Trophy 2002: 2º en grupo - CAR Trophy 2003: 1º en grupo, 2º en general - CAR 2004: 3º de grupo - CAR 2005: no participó - Africa Cup 2006: 2º de grupo - Africa Cup 2007: 3º de grupo - Africa Cup 2008-09: 3º de grupo - Africa Cup 2010: 3º de grupo | - Africa Cup 1C 2011: 3º puesto - Africa Cup 1C 2012: 4º puesto - Africa Cup 1C 2013: 4º puesto - Africa Cup 1C 2014: 5º puesto - Africa Cup 1C 2015: Campeón invicto - Africa Cup 1B 2016: 3º de grupo - Rugby Africa Bronze Cup 2017: 2° puesto - Rugby Africa Silver Cup 2018: 2° puesto - Victoria Cup 2019: 4º puesto - Victoria Cup 2023: 3º puesto |